# El invierno en Lisboa
El invierno en Lisboa és una pel·lícula espanyola dirigida per José Antonio Zorrilla el 1991 que combina intriga, passió i música de jazz, encara que el resultat no va ser tan satisfactori com a El arreglo. El guió fou elaborat pel mateix Zorrilla i Mason Funk sobre la base de la novel·la homònima d'Antonio Muñoz Molina. La banda sonora fou elaborada pel músic de jazz Dizzy Gillespie i fou interpretada al Festival de Jazz de Granada del 1990.

## Argument
Durant els estius Jim Biralbo toca la bateria en el grup de jazz de Billy Swann, un músic de gran prestigi, al club Lady Bird de Sant Sebastià propietat de Floro, amic de Jim. Un dia hi coneix Lucrecia, esposa de l'estatunidenc Bruce Malcom, un mafiós que es dedica alcontraban d'art i amic de Toussaints Morton, implicat en un cop d'estat per acabar amb la democràcia a Portugal. Jim decideix viatjar a Lisboa per tal de trobar Lucrecia i veure la que potser serà última actuació de Swann.
- Christian Vadim - Jim Biralbo
- Dizzy Gillespie - Billy Swann
- Eusebio Poncela - Floro
- Hélène de Saint-Père - Lucrecia
- Fernando Guillén Cuervo - Bruce Malcom
- Michel B. Dupérial - Toussaints Morton